# Rollin Arthur Harris
Rollin Arthur Harris, född 18 april 1863 i Randolph, New York, död 20 januari 1918 i Washington, D.C., var en amerikansk geodet och oceanograf.
Harris anställdes 1890 vid U.S. Coast and Geodetic Survey i Washington. Han ägnade sig främst åt tidvatten och hydrodynamik och konstruerade instrument med anknytning till sin forskning. Bland hans skrifter märks den mycket fullständiga Manual of Tides (I-V, 1894-1907) samt Arctic Tides (1911). Han publicerade även vissa mindre matematiska arbeten.